# 갱스터 스쿼드
《갱스터 스쿼드》(영어: Gangster Squad)는 2013년 공개된 미국의 액션 스릴러 영화이다.

## 줄거리
1949년 로스앤젤레스. 캘리포니아주 지하 세계를 섭렵한 폭력 조직 두목 미키 코언은 이제 서해안 전역을 차지하고자 한다. 이에 로스앤젤레스 경찰국 빌 파커 치안총감은 경찰 배지를 소지하지 않으며 불법이 허용된 비밀 부대를 창설해 존 오마라 경사가 이끌게 하고 부패하지 않은 제리 우터스 형사와 경관 네 명을 발탁한다. 이들은 코언의 도박 영업을 성공적으로 중단시킨 뒤 코언의 저택에 도청 장치를 설치하는데... 

## 출연진
갱스터 스쿼드
- 조시 브롤린 - 존 오마라 경사 역: 제2차 세계 대전 전략사무국 참전 용사.
- 라이언 고슬링 - 제리 우터스 형사 역: 육군 항공대 참전 용사.
- 지어바니 리비시 - 존웨이 킬러 순경 역: 가정적인 도청 전문가.
- 로버트 패트릭 - 맥스 케너드 순경 역: 명사수.
- 마이클 페냐 - 나비다드 러미레즈 역: 케너드에게 가르침을 받고 있는 신참.
- 앤서니 매키 - 콜먼 해리스 경위 역: 칼 숙련가.

그 외
- 닉 놀티 - 빌 파커 역: 로스앤젤레스 경찰국 치안총감.
- 숀 펜 - 미키 코언 역
- 에마 스톤 - 그레이스 패러데이 역: 코언의 예절 강사.
- 미레이 이너스 - 코니 오마라 역: 존의 아내.
- 설리번 스테이플턴 - 잭 훼일런 역: 제리와 그레이스의 친구.
- 조시 펜스 - 대릴 게이츠 순경 역
- 홀트 매캘러니 - 칼 록우드 역: 코언의 경호원.
- 트로이 개리티 - 레복 역
- 앰버 칠더스 - 우유빛 피부의 금발 여성 역
- 헤일리 스트로드 - 킬러의 아내 역
- 프랭크 그릴로 - 루소 역
- 첼시 에드먼드슨 - 담배 파는 여성 역
- 데릭 미어스 - 깡패 역

## 기타 제작진
- 총괄 제작: 브루스 버그먼
- 스턴트: J.J. 페리